# Причинение тяжкого и средней тяжести вреда здоровью в состоянии аффекта
Причинение тяжкого и средней тяжести вреда здоровью в состоянии аффекта — преступление, в котором объектом преступления является соматическое и психическое здоровье другого человека. Объективная сторона преступления заключается в причинении вреда здоровью виновным, находящемся в состоянии аффекта, вызванном насилием, издевательством или тяжким оскорблением со стороны потерпевшего либо иными противоправными или аморальными действиями (бездействием) потерпевшего, а равно длительной психотравмирующей ситуацией, возникшей в связи с систематическим противоправным или аморальным поведением потерпевшего. Неправомерные действия потерпевшего могут быть совершены как в отношении виновного, так и его близких. Между причинением вреда и неправомерными действиями не должно быть большого разрыва во времени.
В соответствии со статьёй 113 УК РФ умышленное причинение тяжкого или средней тяжести вреда здоровью, совершённое в состоянии внезапно возникшего сильного душевного волнения (аффекта), вызванного насилием, издевательством или тяжким оскорблением со стороны потерпевшего либо иными противоправными или аморальными действиями (бездействием) потерпевшего, а равно длительной психотравмирующей ситуацией, возникшей в связи с систематическим противоправным или аморальным поведением потерпевшего, наказывается ограничением свободы на срок до двух лет или лишением свободы на тот же срок.